# NGC 6919
NGC 6919 é uma galáxia espiral barrada (SBc) localizada na direcção da constelação de Microscopium. Possui uma declinação de -44° 13' 00" e uma ascensão recta de 20 horas, 31 minutos e 38,0 segundos.
A galáxia NGC 6919 foi descoberta em 2 de Setembro de 1836 por John Herschel.